# Karl Sanders
Karl Sanders (* 5. června 1964) je americký zpěvák, kytarista a zakládající člen egyptologicky orientované technické deathmetalové skupiny Nile. Narodil se ve státě Kalifornie, ale žije ve městě Greenville v Jižní Karolíně. Je známý nadměrně rychlou a technickou hrou na kytaru. Má své vlastní modely kytar, které mu zhotovila výrobní firma Kxk. V hodnocení časopisu Decibel o nejlepšího kytaristu deathmetalového žánru všech dob se umístil na čtvrté příčce. Je známý svou rozsáhlou znalostí egyptské mytologie, která má nejvýraznější vliv na jeho tvorbu.
Než založil kapelu Nile, hrál Karl Sanders v powermetalové skupině Morriah (během jeho hudební tvorby v osmdesátých letech). Také odehrál sérii koncertů s kapelou Morbid Angel a jinými kapelami stejného žánru.

## Sólové projekty
Sanders začal sólovou dráhu, resp. kariéru sólovým projektem pod vlastním jménem v roce 2004. Velká míra hudebních elementů je podobných elementům skupiny Nile. Jeho první sólové album nesoucí název Saurian Meditation bylo vydáno 26. října 2004 u vydavatelství Relapse Records.

## Sólová diskografie
- Saurian Meditation (2004)
- Saurian Exorcisms (2009)